# 에두아르트 폰 뵘에르몰리 남작
에두아르트 폰 뵘에르몰리 남작(독일어: Eduard Freiherr von Böhm-Ermolli)은 오스트리아의 장군이다. 1941년 10월 30일 독일의 육군 원수로 명예 진급되었다.
그는 1856년 교황령이던 안코나에서 태어났다. 그의 아버지 게오르크 뵘(1813-1893)은 오스트리아-헝가리의 군인이었다. 1885년 6월 그는 그의 부인(마리아 요제파 에르몰리)의 결혼 전 성을 붙여도 된다는 허가를 받았는데, 그 후로 그의 가족의 성은 '폰 뵘에르몰리'가 되었다.
그는 오스트리아의 도시 장크트푈텐과 비너노이슈타트에 있는 육군 사관학교에서 교육을 받았고 1875년 9월 1일 기병대의 소위로서 군복무를 시작하였다. 그는 1912년 5월 1일 기병대의 대장으로 진급되었고, 크라쿠프에 위치한 제1군을 지휘하게 되었다.
제1차 세계대전 발발후, 그는 오스트리아 제2군을 지휘하게 되었다. 러시아 제국의 동원 후에 제2군은 러시아 제국 방향의 최전방으로 옮겨졌다. 그는 1916년 5월 상급 대장으로 진급되었고, 1918년 1월에는 육군원수가 되었다. 1918년 5월 그의 군대는 우크라이나 지방을 점령하였다. 그의 군대는 전후에 오데사에서 해산되었다.
그는 전후에 그의 고향 트로파우에 정착했고, 그 도시는 1919년 체코슬로바키아령이 되었다. 체코슬로바키아 정부는 그에게 연금을 제공해주었고, 그를 장군으로 임명했다.
1938년 주데텐란트가 나치 독일에게 합병당했을때, 그는 나치 독일군의 육군원수로 명예 진급되었고, 그의 고향에 위치한 제28 보병 연대의 명예 연대장이 되었다. 1941년 12월 그가 사망했을때, 그의 장례식은 국장으로 치러졌다.